# Lomtjärnen (Forsa socken, Hälsingland)
Lomtjärnen är en sjö i Hudiksvalls kommun i Hälsingland och ingår i Delångersåns huvudavrinningsområde.